# Cotelsat
Cotelsat (acrònim de Comercialización de Televisión por Satélite, S.A.) va ser una plataforma de televisió analògica de pagament espanyola per satèl·lit Hispasat entre 1994 i 1995, gestionada per Sogecable i amb els canals de TVE, Telecinco, Antena 3, i Canal +.

## Constitució de la societat
L'any 1992 es posava en òrbita el satèl·lit espanyol Hispasat i si bé en un principi es va descartar el seu ús per a televisió comercial, finalment amb la llei de televisió per satèl·lit i cable es varen reservar 2 canals per TVE i 3 canals per operadors privats, pels quals es va fer un concurs públic que es va resoldre el 7 d'octubre de 1993, atorgant concessions a Sociedad de Televisión Canal Plus (Canal 31 i freqüència 12.302'88Mhz), Gestevisión Tele 5 (Canal 35 i freqüència 12.379'60Mhz) i Antena 3 de Televisión (Canal 39 i freqüència 12.456'32Mhz), ja que varen les úniques que es van presentar.
Des d'aquell moment va començar una disputa entre les empreses concessionàries i l'Estat pel preu de la pujada del senyal al satèl·lit que va acabar amb un ultimàtum per part de la Secretaria General de Comunicaciones, posant com a data el 12 de gener de 1994 per la signatura del contracte per l'acceptació dels canals o la cancel·lació de les llicencies. Finalment, l'11 de gener es va signar el contracte amb un cost de 150 milions de pessetes el primer any, 200 el segon, 300 el tercer i quart i 500 a l'any per la resta de concessió, a més de no cobrar durant les emissions en proves.
TVE va començar a emetre en obert el canal Teledeporte de forma excepcional el 12 de febrer de 1994 i només pels Jocs Olímpics d'Hivern de 1994, cosa que li va permetre començar les emissions regulars el 4 d'abril amb 32 hores d'esports. La data d'inici d'emissions en proves, prevista per l'1 d'abril es va endarrerir fins al dia 4, tot i que finalment les cadenes privades no varen iniciar emissions i varen deixar només a TVE amb l'inici en proves de Canal Clásico i les regulars de Teledeporte. TVE tenia previst començar aquestes emissions l'1 d'abril, però les va ajornar al dia 4 per fer una sortida conjunta.
Les cadenes signen un acord el 7 de març de 1994 per tal que les cadenes emetessin en codificat els seus canals, permetent que TVE emetés el canal cultural en obert. Amb acord acord s'estipulava que Canal+ seria l'encarregat del sistema de codificació i els aparells descodificadors, a més de posar el sistema, la seva xarxa comercial i seva la assistència telefònica i informàtica a preu de manteniment. Finalment es constitueix la societat Cotelsat el 15 de juny de 1994 amb un capital social de 1.000 milions de pessetes (a quatre parts iguals entre totes les companyies) i es comprometen a crear un paquet de canals amb un canal per a nens i joves (Tele5), un de cinema (Canal+) i un de telenovel·les i telebotiga (Antena3), a més dels canals de TVE. El 18 de juliol es designa a Ramón Villot, fins llavors director general de la CRTVG, com a director general de la societat.

## Període d'emissions
Finalment, el 5 de setembre de 1994 comencen les emissions de la resta de canals en un primer període en obert, a excepció de Canal 31 que ho feia codificat, i en horari de tarda a mitjanit. Canal + va començar a emetre Canal 31, un canal codificat de cinema multiplexat sense estrenes, que no es va comercialitzar mai. Antena 3 va iniciar per la seva freqüència el canal Antena 3 Satélite, amb una programació basada en la redifusió dels magazines i informatius del canal terrestre i corrides de bous i esports els caps de setmana. Tele5 va començar el canal Telesat 5 repetint programes del canal terrestre, especialment els de caràcter infantil i juvenil com Hablando se entiende la basca o Pressing Catch, així com els informatius. TVE va començar la emissió regular de Canal clásico amb la emissió de sèries, música, teatre i programes literaris.
L'oferta final es componia de 5 canals perquè el satèl·lit Hispasat comptava només amb 5 transponedors a banda Ku (satèl·lit de forta potència). Aquests eren:
- Teledeporte (TVE): Esports.

- Canal Clásico (TVE): Canal cultural amb documentals, Òpera, teatre, pel·lícules o telefilms de TVE històrics o basats en la literatura espanyola (com per exemple El Quixot).

- Telenoticias (Antena 3): Tot notícies hispà produït a Miami, centrat en l'actualitat llatinoamericana (participat per Antena 3).

- Telesat 5 (Telecinco): Generalista amb reposicions de sèries de Telecinco i programes en plató dels seus inicis (1990/91/92...).

- Cinemanía 2 (Sogecable/Canal +): Cinema clàssic nord-americà.

## La seva efímera existència...
L'escàs atractiu dels continguts i els horaris "reduïts" (excepte Telenoticias, els altres 4 canals no emetien tot el dia, només de 16.00/17.00 h fins a la matinada), van conduir al tancament de la plataforma al juny de 1995, que va acabar la seva aventura amb tan sols uns 4.000 abonats. Els canals de RTVE van continuar el seu camí en obert fins al naixement de Via Digital, plataforma en la qual es van integrar. La resta, excepte Cinemanía 2, van emetre en obert fins al seu abandonament, uns mesos després. Antena 3 va obtenir posteriorment l'autorització per utilitzar el seu canal per fer arribar, en digital i codificat, els programes de la seva nova filial "Cable Antena" als operadors de cable.), emetent poc abans un bucle promocional dels nous canals (Cine Color, Cine de Siempre, Canal Fiesta...) abans del canvi.
El fet que Sogecable, gestor logístic de la plataforma fos paral·lelament amo de Canal Satélite pot explicar la "suposada" poca cura d'aquest grup amb Cotelsat. Tesis reforçada per la voluntat (després d'aquesta aventura) d'Antena 3 de llançar en solitari la seva pròpia plataforma per satèl·lit.